# Sherif Gaber
Sherif Gaber (Egyptisch-Arabisch: شريف جابر عبد العظيم بكر, Sherif Gaber Abdelazim Bakr) IPA: ʃɪˈɾiːf ˈɡæːbeɾ ʕæbdelʕɑˈzˤiːm bɑkɾ) geboren rond 1993, is een Egyptische politieke activist en blogger die op 27 oktober 2013 gearresteerd werd voor het openlijk belijden van atheïsme, het minachten van religie in verband met activiteiten op de campus en atheïstische uitspraken online.

## Biografie
Gaber heeft jarenlang satirische video's gemaakt die religies bekritiseren. In juli 2019 had zijn YouTube-kanaal meer dan 241.000 abonnees, waardoor hij een van de bekendste religiecritici in Egypte is. Met titels zoals "Bestaat God?", "Evolutie en religie zijn onverenigbaar" en "Religiekritiek is een mensenrecht" brachten zijn video's hem in juridische problemen. De Egyptische blasfemiewet, Artikel 98(f) van het Wetboek van Strafrecht, werd uiteindelijk gebruikt als rechtvaardiging voor zijn arrestatie.

### Discussie met docent
Gaber begon te studeren aan de Suezkanaal-universiteit in Ismaïlia. Hij was naar eigen zeggen 'een van de beste studenten van de klas', maar dat veranderde toen hij in een discussie verzeild raakte met zijn scheikundedocent, die homoseksualiteit een 'zonde' noemde en zei dat homo's 'midden op straat moeten worden gekruisigd'. Een paar maanden na het incident stuurden medestudenten enkele van zijn Facebookberichten door aan de rector, die aangifte deed bij de politie.

### Arrestatie en rechtszaak
Om 3:00 uur 's nachts op 27 oktober 2013 kwamen er drie bepantserde staatsveiligheidsauto's en een legervoertuig aan bij Gabers huis. Een aantal staatsveiligheidsagenten gingen zijn appartement binnen, voerden een huiszoeking uit en confisqueerden al zijn bezittingen, waaronder zijn universitaire werken en documenten, boeken, zijn pc, mobiele telefoon en zijn geld. Daarna gooiden ze hem in de auto en namen hem mee naar de gevangenis. Gaber beweerde dat de cipiers hem hebben mishandeld en 'ieder deel' van hem hebben gestraft.
Op 3 december 2013 ging de rechtbank ermee akkoord om Gaber op borgtocht vrij te laten nadat hij 7500 LE had betaald (2500 voor de beschuldiging van "minachting van religie" en 5000 voor "verspreiding van immorele waarden en abnormale gedachten die de openbare vrede en nationale veiligheid van Egypte provoceren en verstoren.") Hij werd de volgende dag vrijgelaten, maar zijn proces werd voortgezet. Hij mocht zijn studie voortzetten, maar hij vermoedde dat zijn docenten hem daarna expres steeds onvoldoendes gaven.
Op 16 februari 2015 werd Gaber (destijds 22 jaar oud) schuldig bevonden en veroordeeld tot een jaar cel. Hij mocht in hoger beroep gaan als hij 1000 LE betaalde, maar in plaats daarvan besloot Gaber onder te duiken. Tegen die tijd was de rector weg bij de universiteit en beweerde zich niets van het 'incident' te kunnen herinneren.

### Onderduiking en herarrestatie
Gabers verblijfplaats was onbekend, maar hij bleef nog steeds video's voor wetenschap en mensenrechten op YouTube publiceren.
Op 31 maart 2018 publiceerde Gaber een tweet waarin hij zei dat hij binnenkort gearresteerd zou worden, zijn supporters tot kalmte maande en zich voornam om "video's te blijven maken wanneer ik vrijkom.. ik zal de scripts in de gevangenis schrijven."
Op zaterdag 5 mei 2018 werd Gaber opnieuw aangehouden en gevangengenomen. Verschillende media brachten zijn arrestatie in verband met een groot aantal arrestaties rondom de herverkiezing van president al-Sisi, inclusief een andere satirische videomaker genaamd Shady Abuzaid (of Shadi Abuzeid) een week na Gaber.

### Ontsnappingspogingen
On  1 oktober 2018 tweette Gaber dat zijn paspoort was ingenomen op een Egyptische luchthaven en dat het hem verboden was om het land te verlaten. Hij zei ook dat er twee "verschillende nog voortdurende blasfemiezaken" tegen hem liepen en dat hij niet meer details kon geven.
Op 12 oktober 2018 liepen er in totaal vijf beschuldigingen van misdrijven tegen hem "variërend van blasfemie, het beledigen van de islam, minachting van religie, het ondersteunen van homoseksualiteit, het verstoren van de vrede in de samenleving en 'religieus extremisme", die allemaal apart bestraft konden worden met maximaal 15 jaar gevangenisstraf.
Eind januari 2019 deed Gaber een online oproep om hem financieel te ondersteunen om uit Egypte te ontsnappen met een nieuwe nationaliteit, bijvoorbeeld die van Dominica, nadat hij in 2018 was tegengehouden op de luchthaven toen hij naar Maleisië wilde reizen. Hij vergaarde enkele duizenden dollars kort na het lanceren van de geldinzamelingsactie. De campagne verliep echter niet zo voorspoedig als gehoopt en op 11 juli verzond Gaber een emotionele hulproep op Twitter, waarin hij zei dat hij bijna alle hoop had opgegeven en "op het randje zit om zelfmoord te plegen" als er niet binnenkort hulp zou komen. Mina Ahadi van de Zentralrat der Ex-Muslime riep op tot solidariteit met Gaber en deed een beroep op de Duitse regering om onderhandelingen te beginnen om Gaber naar Duitsland of elders in Europa te halen.